# Batalla de Keresztes
La Batalla de Keresztes (también conocida como Batalla de Mezőkeresztes) (en turco: Haçova Muharebesi) tuvo lugar del 24 al 26 de octubre de 1596. Se libró entre una fuerza combinada de la Habsburgo-Transilvanian y el Imperio otomano cerca del pueblo de Mezőkeresztes (en turco: Haçova) en el actual norte de Hungría. Los otomanos derrotaron al ejército dirigido por los Habsburgo, pero debido a sus propias pérdidas no pudieron aprovechar su victoria.

## Antecedentes
El 23 de junio de 1596, un ejército otomano marchó desde Constantinopole. Al mando del Sultán Mehmed III, el ejército marchó a través de Edirne, Filibe (ahora conocida como Plovdiv), Sofía y Niš para llegar a Belgrado el 9 de agosto. El 20 de agosto, el ejército cruzó el Río Sava por un puente y entró en el Austrian territorio de Siren. Se convocó un consejo de guerra en el castillo de Slankamen, y se decidió que iniciarían un asedio al fuerte húngaro de Eger (Erlau). El fuerte controlaba las vías de comunicación entre Habsburgo Austria y el de Transilvania, todos ellos en rebelión contra la soberanía otomana.
Sin embargo, pronto llegaron noticias de que los austriacos habían sitiado y conseguido apoderarse del castillo de Hatvan y habían asesinado brutalmente a todos los otomanos allí alojados, incluidas las mujeres y los niños. El ejército otomano inició el asedio del fuerte de Eger el 21 de septiembre de 1596, y el 12 de octubre el castillo había capitulado. Como represalia por la masacre del castillo de Hatvan, todos los defensores del castillo fueron ejecutados.
Poco después, el mando otomano recibió el informe de que un ejército mixto de austriacos y transilvanos avanzaba hacia la fuerza expedicionaria otomana. Se celebró un consejo de guerra en el castillo de Hatvan bajo el mando del Gran Visir Damat Ibrahim Pasha. Se decidió que el ejército otomano debía marchar desde el castillo de Erlau para encontrarse con los austriacos en un terreno de batalla adecuado. El Sultán pensó que el ejército otomano debía retirarse y regresar a Estambul; fue con gran dificultad que se le persuadió de enfrentarse a las fuerzas enemigas. El ejército cristiano contaba con 10 000 austriacos, 4000 alemanes, 3000 reiters, 13 000 caballería ligera húngaros y 10 000 transilvanos, además de otros 15 países europeos para un total de 55 000 hombres.

## La batalla
El ejército otomano marchó a través de varios pasadizos de terreno pantanoso y llegó a Haçova (significado en turco: Llanura de la Cruz), agotado tras un largo asedio y una dura y larga marcha. Los dos ejércitos se enfrentaron en la llanura de Haçova (en húngaro: Mezőkeresztes). El ejército austriaco-transilvano, bajo el mando conjunto de Archduke Maximiliano III de Austria y el príncipe Segismundo Bathory de Transilvania, estaba en posición en trincheras fortificadas. Cuando el ejército otomano atacó las trincheras austriacas, comenzó la Batalla de Haçova, que se prolongó durante dos días, del 25 al 26 de octubre de 1596. En la batalla se utilizaron ampliamente las primeras armas de fuego (cañones, mosquetes). Los austriacos, atrincherados alrededor de la antigua iglesia en ruinas, lograron rechazar los asaltos otomanos con una descarga de fuego de mosquetes y 100 cañones.
Al segundo día de batalla, el ejército otomano parecía haber sido derrotado. Según el historiador otomano del siglo XVII İbrahim Peçevi:

"Los cristianos rompieron el ejército otomano, pero los soldados del Islam aún no habían sentido la derrota. Entonces, empezaron a saquear y a tomar botín en el cuartel general de mando de los otomanos. Bajo unas banderas, un numeroso grupo de soldados cristianos atacó la tienda donde se guardaban los cofres con el dinero en oro del erario otomano. Mataron y eliminaron por otros medios a los soldados jenízaros y de caballería doméstica que custodiaban el Tesoro Público. Los soldados cristianos se subieron a los cofres de monedas de oro del Tesoro y pusieron sus banderas de la cruz sobre ellos y empezaron a bailar a su alrededor"

El comandante sultán Mehmed III quiso huir del campo de batalla. Sin embargo, antes pidió la opinión de su tutor, el alto clérigo Hoca Sadeddin Efendi, quien dijo al sultán que debía continuar la batalla hasta el final. Haciendo caso de este consejo, el sultán Mehmed III ordenó que la batalla continuara.
En el segundo día de la batalla, la lucha se intensificó. Las tropas del ejército austriaco habían alcanzado la tienda del sultán, que fue rodeada por los visires y los maestros de la Escuela de Pajes de Palacio para su protección. Mientras algunas tropas intentaban entrar en la tienda del Sultán, los soldados del otro ejército austriaco se retiraron, en busca de botín y saqueo en lugar de continuar el combate. Los cuidadores de caballos, cocineros, fabricantes de tiendas y cuidadores de camellos otomanos tomaron represalias contra los saqueadores con todas las armas que pudieron encontrar, incluidas cucharas de cocinero, bloques de madera, martillos para fabricar tiendas, azuelas y hachas para cortar madera. Los austriacos se vieron sorprendidos y se retiraron confundidos. Los gritos de "el enemigo cristiano huye" fueron oídos por las tropas otomanas que aún luchaban en el frente en lo que parecía una batalla perdida. La inyección de moral les permitió recuperar la batalla. Con una gran acción de los cañones de la artillería otomana, las fuerzas otomanas iniciaron otro ataque contra los austriacos a través del frente y la caballería otomana restante flanqueó al ejército austriaco-transilvano, derrotándolos..

## Consecuencias
.

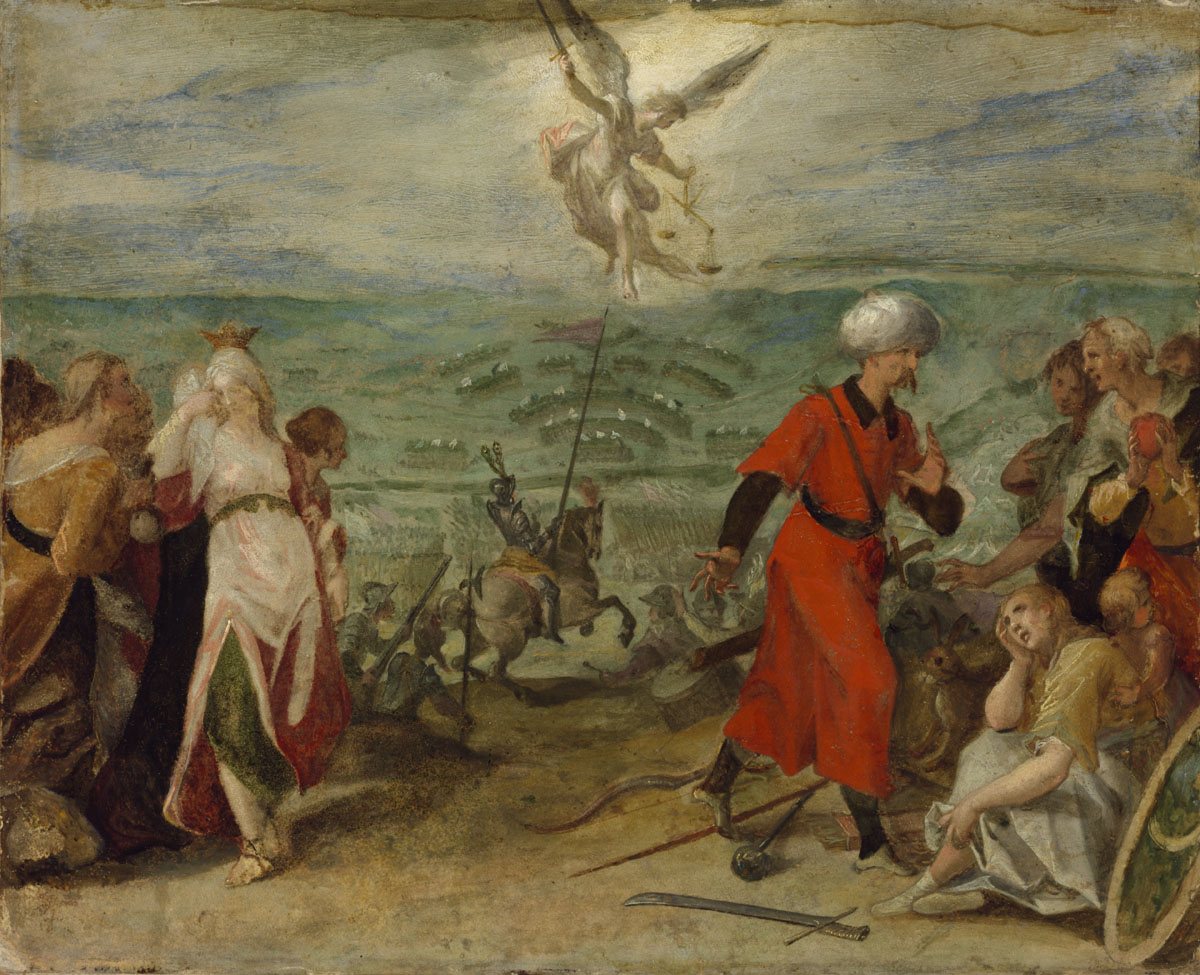
La alegoría de la batalla de Mezőkeresztes, 1603-1604, por Hans von Aachen

Poco después de la victoria, Mehmed III nombró a Cigalazade Yusuf Sinan Pasha nuevo Gran Visir. Envió una proclama de victoria imperial a Estambul dando la noticia de la conquista del castillo de Eger (Erlau) y la victoria en la batalla de Haçova (Keresztes). Esto llegó a Estambul en octubre y se organizaron celebraciones y reuniones públicas en la ciudad. Durante estas celebraciones, llegaron al Cuerno de Oro cuatro galeras llenas de azúcar comprado por el Estado a Egipto, lo que añadió "dulzura" a la noticia de una victoria militar. Mehmed III recibió el epíteto de "Conquistador de Egri".
El ejército del sultán marchó durante un mes y regresó victorioso a Estambul. Mehmed III regresó a Estambul en noviembre con una recepción triunfal. Su victoria en Keresztes lo había convertido en un héroe. El ejército otomano imperial regresó victorioso a Estambul y fue recibido con alegría por los habitantes de Estambul. Con el ejército en su lugar, se llevó a cabo una gran procesión de la victoria y muchos espectáculos de acompañamiento. Los poetas de Estambul escribieron obras especiales sobre la victoria. En las calles y mercados de la ciudad se enviaron pregoneros para anunciar que las calles de la ciudad se engalanarían para celebrar la gran victoria. Mehmed III quiso celebrar esta victoria con gran esplendor. Los almacenes y las tiendas se decoraron con "telas valiosas". Este despliegue de color por toda la ciudad se describe en un poema del poeta Kemal:

"Todas las tiendas de la ciudad se tiñeron de color por deseo del sultán conquistador
.
Cada una de las cuales estaba decorada como si fuera el pañuelo de la novia"

### Bajas
Los cristianos perdieron 23 000, mientras que los otomanos sufrieron entre 20 000 y 30 000 bajas..